# Relva (Cabo Verde)
Relva é uma aldeia do município de Mosteiros na central da ilha do Fogo, em Cabo Verde.

## Vilas próximos ou limítrofes
- Fonsaco
- Fonte Aleixo